# 7497 Ґуанцайшіє
7497 Ґуанцайшіє (7497 Guangcaishiye) — астероїд головного поясу, відкритий 17 грудня 1995 року.
Тіссеранів параметр щодо Юпітера — 3,467.